# Saeko
Saeko（サエコ、1974年7月18日 - ）は、大阪府出身の日本の歌手、シンガーソングライター。Fairy Mirrorのボーカリスト。

## 来歴
1995年に Evolution を結成、1997年に Insania、1999年に Fairy Mirror と改名。自主制作で作品を出しながら大阪・東京等でライブ活動を行い、陰陽座らとともにコンピレーション・アルバムにも参加する。しかし音楽活動や過労が要因となってうつ病を発症し入院、2001年4月にバンドを脱退する。
完治したのち、2002年7月に単身ドイツへ渡る。ハンブルクでメンバー募集広告を配るうち、2002年末にメタリウムのベーシスト、ラーズ・ラッツに誘われ、オーディションを受ける。翌2003年1月に現地レーベルのアルマゲドン・ミュージックとプロダクション契約を交わした。同年、メタリウムの4thアルバムにゲスト参加。続いて、彼らが参加した Wacken Road Show ツアー（他には Primal Fear、Freedom Call、Dark Age が参加）にもゲスト出演。
2004年、マイケル・エーレ（メタリウム、ガンマ・レイ）、ハーマン・フランク（アクセプト）、スヴェン・リュッケ（モブ・ルールズ）、井上真理子（Fairy Mirror）らが参加して、初のソロ・アルバム『Above Heaven, Below Heaven』が完成 。ヨーロッパでは8月23日、日本盤はキングレコードより同年10月6日に発売された。続いてドロ・ペッシュやブレイズ・ベイリー（ex. アイアン・メイデン）とヨーロッパ・ツアーを行い、2005年には世界最大級の野外メタル・フェスと言われるヴァッケン・オープン・エアなど海外フェスティバルのステージに立った（アジア人女性として初）。
続くアルバム『Life』の製作中、マネージャー・ラーズ・ラッツと共にアルマゲドン・ミュージックを離脱（ラーズ・ラッツはレーベル・マネージャーでもあったため、事実上アルマゲドン・ミュージックが二分）。その後、SAEKOは Office Shinpuh を、ラーズ・ラッツは Armageddon Products を設立。2006年3月から4月にかけて、両者の協力のもと『Life』は世界（ヨーロッパ、日本、北米、南米）で発売された。参加ミュージシャンは、マイケル・エーレ（メタリウム、ガンマ・レイ）、井上真理子（Fairy Mirror）、柳ヶ瀬聡子。アルバム発売と同時にSAEKO自身は日本へ帰国し、音楽活動を停止する。
2009年、オランダのライデン大学で英語学・修士（博士課程前期）取得。入学時の Motivation Letter が自身のサイトに公開されている。「音楽の次は言葉で世界の人をつなぎたい」とのこと。続いて、アメリカのバークリー音楽大学で作詞作曲法のマスター証を取得。 
2010年、かつて『Life』製作中に立ち上げた Office Shinpuh を「英語作詞事務所」に一新。「音楽＋言葉」で日本と世界の人をつなぐことを目指し、英詞家として活動を始める。2011年、ブータン国王夫妻結婚祝賀ソングの英語作詞を担当。ブータン国営放送でも放送された。2012年、東日本大震災被災者に向けた国際チャリティーソング（40か国以上参加）「Light of Life」の英語作詞、歌唱を担当。
2017年、Saeko名義としては実に11年振りとなる2曲入りシングル「Re-Membrance」をデジタルリリース。ボーカル・プロデュースはアレッサンドロ・デル・ヴェッキオが担当。同年、2曲の内の1曲「SA-KU-RA」のミュージック・ビデオも YouTube 上で公開した。同ビデオでは、アメリカの戦艦ミズーリ記念館から許可を得て、第二次世界大戦末期に特攻隊員（イシノセツオ）の遺体に敬意を表して水葬する米海兵隊員の写真を挿入。また、知覧特攻平和会館にある穴澤利夫大尉の遺書の一部も朗読し、話題となった。
2015年には、ノルウェーのゴシック・メタル・バンド Sirenia のアルバム『The Seventh Life Path』の日本版ボーナス・トラック「Tragedienne (Japanese Version) (Bonus Track)」の日本語歌詞を、2019年には、ラプソディー・オブ・ファイアのアルバム『The Eighth Mountain』の日本版ボーナス・トラック「Rain of Fury (Japanese Version) (Bonus Track)」の日本語歌詞、チアゴ・デラ・ヴェガ率いるブラジルのプログレッシブ・メタル・バンド Vikramのアルバム『Behind The Mask I』の日本盤ボーナス・トラック「Behind The Mask I (Japanese Version)」の日本語歌詞およびゲスト歌唱を担当 。

## その他の活動
音楽活動以外では、2005年2月から2006年4月まで日本のCDチェーン店すみやの月刊フリーペーパー『METAL ON METAL』に連載コラムを持ち、コラムニストとして活躍。ムーザ文化交流協会発行の季刊誌『We love 遊』にもエッセイを連載。

## ディスコグラフィ
- Above Heaven, Below Heaven (2004)
- Life (2006)
- Light of Life (2012)
- Re-Membrance (2017)
- Holy Are We Alone ＜我等独尊＞(2021)

## 学歴
- 関西外国語大学 (1997) 英語学・学士
- 甲陽音楽学院 (1997) ヴォーカル科
- ライデン大学 (2009) 英語（言語と文化）学・修士